# Oriana Martínez
Oriana Sachenka Martínez Pedrón (Caracas, Venezuela, 2 de diciembre de 1989) es una futbolista venezolana que juega como defensa central en el Alhama CF de la Segunda Federación Femenina española y en la selección femenina de Venezuela.

## Carrera internacional
Martínez jugó por Venezuela en categoría absoluta en los Juegos Centroamericanos y del Caribe de 2010. También fue convocada para jugar en el Campeonato Sudamericano Femenino de 2010.